# Roblinella speranda
Roblinella speranda är en snäckart som beskrevs av Tom Iredale 1937. Roblinella speranda ingår i släktet Roblinella och familjen Charopidae. Inga underarter finns listade i Catalogue of Life.